# Union syndicale Solidaires
 (octobre 2022).
Les informations dans cet article sont mal organisées, redondantes, ou il existe des sections bien trop longues. Structurez-le ou soumettez des propositions en page de discussion.
Avec le temps, il arrive que le contenu présent dans un article devienne désordonné. Il est souvent nécessaire de réorganiser l'article de fond en comble.
- Il faut tout d’abord répartir le contenu de l'article en plusieurs sections. Les informations doivent ensuite être exposées clairement et le plus synthétiquement possible, regroupées par sujet afin d'éviter les doublons. Quelqu'un cherchant une information précise doit pouvoir la trouver rapidement en lisant la section appropriée.
- À l'intérieur de chaque section, le texte, souvent initialement sous la forme de phrases éparses, doit être regroupé dans des paragraphes de quelques lignes, en assurant un enchaînement logique et une cohérence entre les phrases.
- Lorsque l'article ou l'une de ses sections développe trop longuement un point qui n'est pas dans le cœur du sujet traité, il convient de faire une synthèse et de transférer l'ancien contenu dans des articles plus appropriés (en cas de transfert, il faut impérativement respecter la procédure Aide:Scission).

Si vous pensez que ces points ont été résolus, vous pouvez retirer ce bandeau et améliorer le plan d'un autre article.
L'Union syndicale Solidaires est une union syndicale française. Créée en tant que Groupe des Dix le 10 décembre 1981, elle prend son nom actuel en janvier 1998. L'acronyme SUD (pour « solidaires, unitaires, démocratiques ») désigne une partie de ses syndicats nationaux et fédérations membres ; d'autres structures membres ont choisi une autre dénomination mais sont membres de Solidaires de la même manière.
Avant 2008, elle ne faisait pas partie des cinq confédérations de syndicats de salariés français bénéficiant d'une présomption irréfragable de représentativité. La loi Représentativité de 2008 a offert des possibilités de développement, notamment dans le secteur privé.

## Historique

### Groupe des Dix
À la suite d'un appel de deux militants de la FGSOA (Bernard Gillet et André Glavieux), le 22 juin 1981, le Groupe des Dix est constitué en France le 10 décembre 1981 par dix organisations syndicales autonomes non-confédérées, dans le but de favoriser l'émergence d'un nouveau pôle capable de peser dans le mouvement syndical pour plus d'efficacité. Tous entendent garder leur indépendance et refusent de s'organiser en confédération. Ils décident cependant de maintenir des contacts entre eux afin de développer l'entraide.
Les membres originels du G10 :
- Fédération autonome de la Défense nationale (FADN) ; créée en 1947
- Fédération autonome des transports (FAT) ; créée en 1954
- Fédération générale autonome des agents de conduite de la SNCF (FGAAC) ; créée en 1885
- Fédération générale des syndicats de salariés des organisations professionnelles de l'agriculture et de l'industrie agro-alimentaire (FGSOA) ; créée en 1945
- Fédération autonome des syndicats de police (FASP) ; créée en 1969
- Fédération générale autonome des fonctionnaires (FGAF) ; créée en 1949
- Syndicat national des contrôleurs du trafic aérien (SNCTA) ; créé en 1965
- Syndicat national des journalistes (SNJ) ; créé en 1918
- Syndicat national unifié des impôts (SNUI) devenu Solidaires Finances publiques; créé en 1962
- Syndicat Unifié des Agents et Cadres des Caisses d'épargne (SUACCE) créé en 1948.

Le SNUI et la FGSOA sont issus du refus de la scission CGT-FO de 1947.

#### Débuts difficiles et fragiles
Au cours des années qui suivent, d'autres syndicats rejoignent le groupe dont l'activité reste relativement faible. Cette faiblesse amène en 1985 les syndicats membres à ne plus se contenter de simples contacts nationaux, mais à encourager des liens sur le plan local (départements, grandes agglomérations). Ils créent également un centre de formation syndicale commun.
Particulièrement présents dans le secteur public, ils s'engagent sur ce qui devait devenir l'un de ses principaux chevaux de bataille : la défense des services publics à partir de 1986. Cet engagement se conjugue avec les grèves SNCF de l'hiver 1986-1987, qui traitent entre autres de cette question.

le logo du groupe des dix

Cependant, d'autres conflits dans des secteurs sur lesquels des syndicats du groupe interviennent (Banque de France, aiguilleurs du ciel, etc.) mettent en relief les faiblesses structurelles du Groupe des Dix : contacts trop lents sur le plan local, difficultés à peser en faveur de l'unité syndicale, incapacité à organiser la solidarité interprofessionnelle, et surtout difficulté à élargir le champ des analyses communes de par la règle de l'unanimité qui règne au sein du groupe pour toute décision.
C'est sur ce point que les plus gros désaccords apparaissent, amenant l'un des syndicats fondateurs à quitter le groupe. Parallèlement, le projet piloté par la FEN de créer une grande centrale réformiste divise le G10. Certains de ses membres (fonction publique territoriale, FGSOA, une partie de la FASP…) participent à la création de l'UNSA.

#### Développement du G10 à partir de 1989

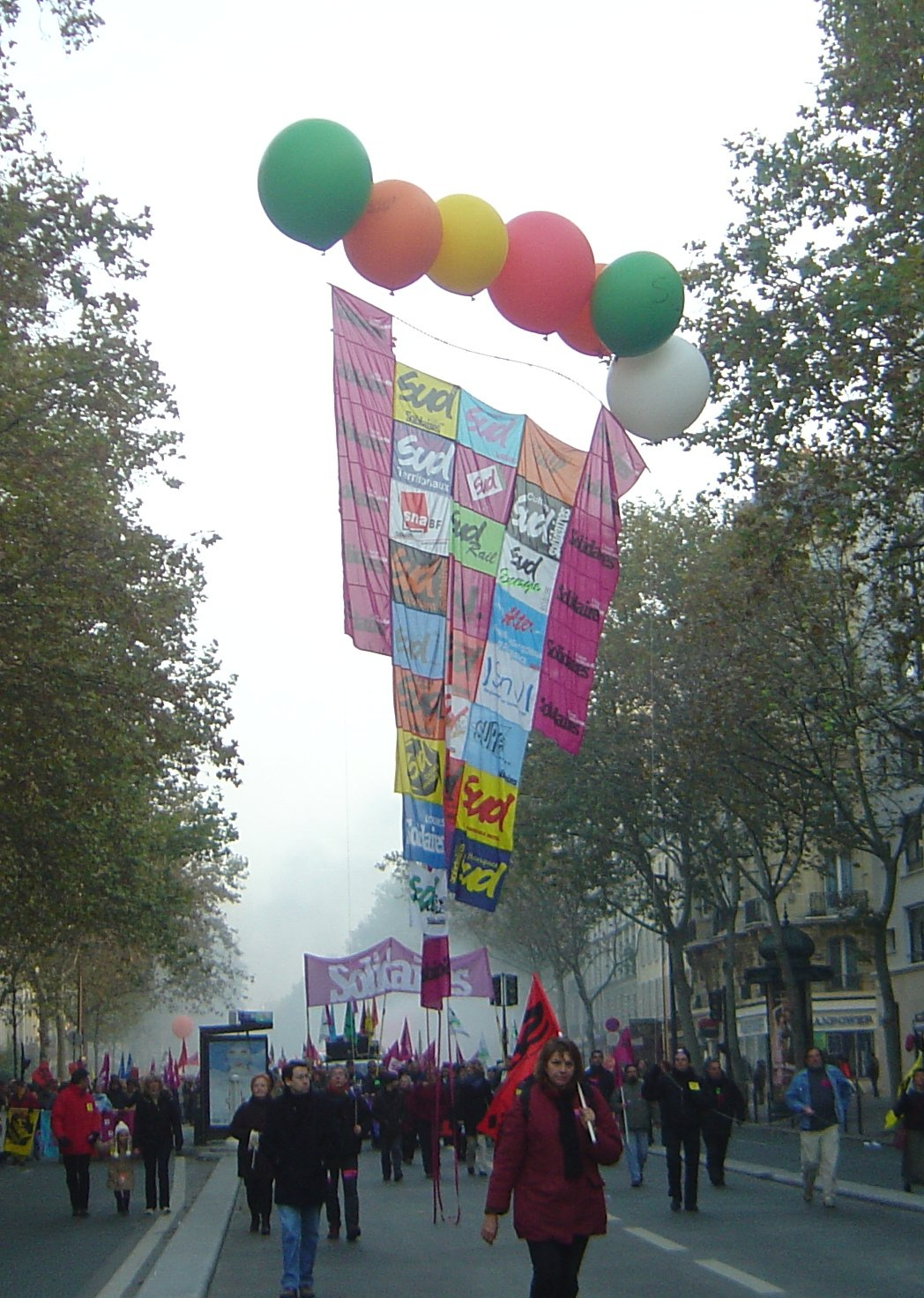
Bannières de Solidaires dans une manifestation à Paris en 2005.

Début 1989, le Groupe des Dix s'élargit en s'ouvrant à Sud-PTT.
Ce syndicat n'est pas de tradition autonome. Il s'agit en fait de syndicats CFDT, principalement de la région parisienne, en opposition avec la direction de leur fédération, qui viennent d'en être exclus pour avoir soutenu la « grève des camions jaunes » contre l'ouverture au privé du transport du courrier à laquelle les dirigeants de leur Fédération ne souhaitait pas s’opposer. Aux élections qui ont lieu trois mois après sa naissance, Sud-PTT n'obtient de représentativité que sur la région parisienne, mais connaît un développement spectaculaire de son implantation au début des années 1990. En effet, à la suite du grave échec subi par la CFDT lors des élections professionnelles de 1989 et à la suite de la décision de celle-ci de soutenir la loi de séparation de La Poste et de France Télécom (loi Quilès) qui ouvrait la voie à la privatisation, de nouveaux syndicats départementaux des PTT de la CFDT font défection et rejoignent Sud-PTT.
Certains détracteurs au sein de la direction de la CFDT ont affirmé que le développement rapide de l'union syndicale à cette époque par une consigne de la Ligue communiste révolutionnaire (LCR) qui voudrait que ses militants y adhèrent. Mais à 3 200 militants revendiqués pour la LCR, contre au moins 50 000 pour l'union syndicale à l'époque, cette affirmation est fortement sujette à caution. Pour Jean-Marie Pernot, « on leur attribue une tendance trotskiste, ce qui est ridicule et faux. Trouver des boucs émissaires est toujours un moyen facile pour les pouvoirs en place d'assurer leur tranquillité ».
Deux autres syndicats issus de la CFDT, vont rejoindre plus tard le G10, d’abord celui des infirmières le CRC-Santé, à la fin des années 1980, notamment à la suite de la grève des infirmières, et celui des forestiers, le syndicat national unifié des personnels des forêts et de l'espace naturel (SNUPFEN), lors d'un congrès extraordinaire en novembre 2003, en pleine réforme forestière.
Le groupe se présente en 1992 pour la première fois aux élections prud'homales et est de plus en plus actif dans les luttes des secteurs où il intervient.
Pour la première fois, il prend une initiative d'ampleur nationale avec le lancement de la campagne Agir contre le chômage, qui se traduit par l'organisation de marches de chômeurs et la création d'Agir ensemble contre le chômage (AC !), qui cherche à unifier l'ensemble des organisations de chômeurs[réf. nécessaire].
Ces nouvelles orientations entrainent le départ du G10 de trois autres syndicats autonomes (Fédération autonome des transports, Fédération maîtrise et cadres de la SNCF, et la FGSOA) qui avec la partie minoritéaire de la FEN (Fédération de l'Éducation nationale), qui vient de connaître une scission, fondent une nouvelle organisation autonome, l'Union nationale des syndicats autonomes (UNSA). 
La FSU, qui est aussi issue de cette scission de la FEN, mais de la partie majoritaire, n'est pas, non plus, adhérente au G10. Forte d’un grand nombre d’élus et militants dans l’Éducation nationale, elle va peu à peu syndiquer dans d’autres entreprises et secteurs, au point de former elle aussi une structure proche d’une confédération, dont il a été évoqué régulièrement une possible fusion avec la CGT.

#### Élargissement de 1995
Lors des grèves de décembre 1995, cette évolution apparaît encore plus clairement. Le résultat est que, au lendemain de ce mouvement, des militants quittent les fédérations de la CFDT, jugées trop peu revendicatives, et créent SUD Rail. Des syndicats d'entreprise non seulement de la CFDT, mais aussi de la CGT-FO et de la CGT quittent leurs confédérations et se constituent en SUD. C'est ainsi qu'à Toulouse, c'est une véritable Union départementale qui se met en place.
À la suite des mouvements de 1995, se créent les premiers syndicats SUD éducation et SUD Étudiant.
Ce mouvement qui s'est poursuivi depuis lors (AFPA, Michelin, Thomson, etc.), accompagné d'un élargissement des syndicats et fédérations existantes, donne une situation contrastée. Le G10 reste cependant totalement absent de secteurs entiers.

### Fondation de Solidaires en 1998
L'Union syndicale Solidaires est fondée en janvier 1998, pour mieux structurer l'ex-G10, qui a considérablement évolué depuis la multiplication des SUD. Il compte alors environ 60 000 adhérents. Ce développement a amené le G10 à se restructurer en Union Syndicale G10 Solidaires. La grande majorité des syndicats et fédérations membres de l’Union syndicale G10 Solidaires a pour nom SUD (Solidaires Unitaires Démocratiques). La mention du G10 est conservée dans le nouveau nom, car tous les syndicats membres ne se reconnaissent pas dans ce sigle (SNUI, SNJ, etc.).
L'Union syndicale G10 Solidaires est alors structurée en un Bureau national (BN) et en regroupements locaux pouvant accueillir en plus des syndiqués membres des syndicats locaux non adhérents au G10 en observateurs. Les groupes locaux sont régulièrement invités à des réunions élargies du BN. Des congrès réunissant des délégations des syndicats ou fédérations nationaux et des groupes locaux sont désormais convoqués tous les trois ans. La règle de l'unanimité est abandonnée, au profit du consensus, mais chaque syndicat ou fédération membre garde un droit de veto qu'il peut utiliser s'il considère qu'une décision pourrait remettre en cause l'un de ses principes fondamentaux. Cela contraint du coup à un débat approfondi afin de lever tout malentendu.

#### Départ de deux syndicats en 2001
Le Syndicat Unifié / UNSA Caisse d'épargne et le Syndicat national autonome des personnels des chambres de commerce rejoignent l'UNSA, soit une perte d'environ 8 000 adhérents.
Annick Coupé remplace Gérard Gourguechon comme porte-parole de l'organisation.

#### Création de ASSO-Solidaires
En 2010, Solidaires crée une branche destinée aux salariés des associations.

## Congrès

### 6econgrèsde 2014
Lors du congrès de Dunkerque en juin 2014, Solidaires renouvelle son secrétariat national avec le départ d'Annick Coupé, remplacée par deux co-porte-parole Cécile Gondard-Lalanne (SUD PTT) et Eric Beynel (Solidaires Douanes). Pour la première fois, un salarié du privé intègre le secrétariat national qui passe de 11 à 12 membres. L'union syndicale développe ses rapports avec la CGT. Très critique envers la politique de François Hollande, Solidaires annonce des campagnes sur le coût du capital, contre le grand marché transatlantique et l'aéroport Notre-Dame-des-Landes.

### Congrès extraordinaire de 2020 (Saint-Denis)
Le secrétariat national est renouvelé. Simon Duteil (SUD Éducation) et Murielle Guilbert (Solidaires Fonction Publique) deviennent les deux nouveaux co-délégués généraux / porte-parole de Solidaires.

#### 2022: lutte sur les salaires
La question des salaires est centrale sur l'année 2022. Plusieurs grèves interprofessionnelles ont lieu sur cette question à l'appel à chaque fois au minimum de la CGT, de Solidaires et de la FSU : le 27 janvier, le 17 mars, et le 29 septembre. La grève dans la pétrochimie début octobre 2022 et la réquisition de grévistes pousse la CGT, FO, FSU et Solidaires à un nouvel appel à la grève sur les salaires le 18 octobre.

### 9econgrèsde 2024
Le 9e congrès de l'Union se tient à Toulouse-Labège en Occitanie du 22 avril au 24 avril 2024. Certains statuts de l'Union sont mis à jour à l'unanimité, comme la possibilité d’élire deux femmes à la co-délégation générale. Ainsi Solidaires renouvelle son secrétariat national en remplaçant Simon Duteil par Julie Ferrua et en renouvelant le mandat de Murielle Guilbert à la co-délégation générale de l'Union syndicale Solidaires.

### Manifestations de 2023 sur la réforme des retraites
Le gouvernement d'Emmanuel Macron a annoncé une nouvelle réforme des retraites en septembre 2022. « Forcément, il va y avoir une confrontation sociale », a lancé Simon Duteil, co-délégué général de Solidaires. Le comité national de Solidaires a décidé en octobre 2022 d'un appel à préparer la bataille des retraites à venir, par l'unité intersyndicale, la proposition de la grève reconductible et le blocage de l'économie.

## Représentativité
Les syndicats de Solidaires du secteur privé se heurtent à de grosses difficultés en matière de reconnaissance de leur représentativité. La loi reconnaît comme représentatifs les syndicats adhérents à l'une des confédérations CFDT, CGC, CFTC, CGT et CGT-FO. Toute autre organisation doit faire la preuve de sa représentativité pour pouvoir se présenter aux élections de délégués du personnel et de comités d'entreprise. L'esprit de cette loi serait d'éviter que le patronat ne puisse susciter des organisations syndicales soumises à lui, qui pourraient se présenter au premier tour.
Systématiquement, les autres syndicats dénoncent devant les tribunaux les nouveaux SUD ainsi créés, ce qui contraint ces derniers à donner la liste de leurs adhérents avec le risque que le juge décide de la communiquer aux autres parties, mettant ainsi en péril les nouveaux sudistes. Cela met évidemment un frein à ces créations.
En cas de rejet de la représentativité par le tribunal, il reste possible d'appeler au boycott des élections, car si un quorum de 50 % de participation n'est pas atteint, un deuxième tour est organisé où les candidatures sont libres. Une fois qu'il a des élus, le syndicat est plus facilement reconnu comme représentatif dans l'entreprise. C'est une tactique qui a souvent été employée par les SUD afin d'éviter la communication des listes d'adhérents. Dans les cas où il n'existait auparavant aucune organisation syndicale constituée dans l'entreprise, le syndicat nouvellement créé a obtenu des élus, parfois en nombre majoritaire, aux élections au sein de l'entreprise ou de l'établissement.
Mais, d'une manière générale, lorsque les organisations syndicales traditionnelles sont organisées dans l'entreprise, les SUD n'arrivent pas à obtenir que la majorité des salariés boycottent les élections.
Le 21 décembre 2006, l'Union syndicale Solidaires devient la huitième organisation représentative à la Fonction publique d'État grâce à une décision du conseil d'État[source insuffisante]. L'Union syndicale Solidaires siège au Conseil supérieur de l'éducation au même titre que les autres syndicats de salariés.
La loi Représentativité de 2008 offre aujourd'hui des possibilités de développement, notamment dans le secteur privé en supprimant la présomption irréfragable de représentativité dont bénéficiaient auparavant les cinq grandes centrales syndicales. Tous les syndicats doivent désormais remplir les critères énoncés à l'article 2121-1 du Code du travail.

## Principes fondateurs
Cette Union se réfère à la Charte d'Amiens, et applique donc les principes qui en découlent[réf. nécessaire]. L'union a développé dans ses propositions socio-économiques et dans ses méthodes d'organisation et de fonctionnement certaines approches nouvelles. Ces dispositions sont parfois assez éloignées ou plus affirmées que celles d'autres unions syndicales. Toutes ces réflexions portant sur les objectifs comme sur les moyens d'y parvenir guident ses actions :

### Méthodes
Selon l'Union, ses méthodes reposent sur :
- un fonctionnement interne démocratique et participatif (sans hiérarchie, avec recherche du consensus) ;
- une recherche de l'unité syndicale chaque fois que cela est possible.

### Activité
- La défense des salariés (et de personnes sous statut différent, qu'elles soient membres de Solidaires ou non), est, bien sûr, le premier point, et c'est dans cet esprit que s'articulent les autres aspects de son activité.
- Acteur du mouvement altermondialiste, ce qui passe par exemple par la dénonciation de l'AGCS et le refus du libéralisme économique, qui l'a amené à rejeter le traité constitutionnel européen, la directive services, la réforme Fillon des retraites, le contrat nouvelle embauche et le contrat première embauche ou à soutenir les faucheurs volontaires et les « sans-papiers ».
- Défense de la solidarité intergénérationnelle, ce qui l'amène à défendre la retraite par répartition.
- Lutte pour l'égalité homme/femme, contre les discriminations homophobes ou racistes, ou pour l'accès des jeunes, des travailleurs âgés et des handicapés au monde du travail.

En avril 2017, dans l'entre-deux-tours de l'élection présidentielle de 2017 qui oppose Marine Le Pen et Emmanuel Macron, Solidaires critique « la préférence nationale, le racisme et le repli nationaliste ».
- Défense des populations précaires salariées ou non.
- Engagement pour un soutien et une meilleure protection des lanceurs d'alerte[19].

En 2022, l'Union Syndical Solidaire, intervient juridiquement en soutien au  Collectif Palestine vaincra dans la procédure en référé qui  conteste  la dissolution de ce dernier par le gouvernement devant le Conseil d'Etat. La requête, également défendue par l'UJFP et par l'Association France Palestine Solidarité obtient gain de cause et la dissolution est suspendue,. La requête est finalement rejetée au fond le 20 février 2025 et la dissolution confirmée,.

## Élections

### Élections prud'homales
- 1992 : Pour sa première élection prud'homales, le Groupe des 10 (comprenant les syndicats Sud) fait 0,48 %.
- 1997[24] : le Groupe des 10 fait 0,32 % (- 0,16)
- 2002[25] : le Groupe des 10 passe à 1,51 % (+ 1,19), en présentant seulement 177 listes (30 % du corps électoral), et obtient 51 élus[26].
- 2008[27]b: l'Union syndicale Solidaires (comprenant les syndicats Sud) passe à 3,82 % (+2,31), en présentant 596 listes, soit près de 7 000 candidats couvrant plus de 75 % du corps électoral, et obtient 92 élus[28],[29]. L'Union syndicale Solidaires dépasse les 13 % à Millau, Caen, Guéret, Avignon, Les Sables-d'Olonne, Bobigny, Albi (14,06 %), Montpellier (16,58 %), Blois (18,48 %) et dépasse 20 % à Châteauroux.

| Organisation syndicale | 1987 | 1992 | 1997 | 2002 | 2008   |
| ---------------------- | ---- | ---- | ---- | ---- | ------ |
| Solidaires             | –    | 0,45 | 0,32 | 1,51 | 3,82 % |

Résultats 2008 par collège:
- Industrie : 1,9 %
- Commerce : 4,9 %
- Agriculture : 4,0 %
- Activités diverses : 5,5 %
- Encadrement : 2,8 %

## Représentativité
Sur la base d'un accord signé par les organisations patronales (CGPME et MEDEF) et syndicats de salariés (CGT et CFDT), une loi a été votée le 20 août 2008 modifiant les règles de la représentativité.

Cette loi mesure la représentativité sur la base des élections dans les entreprises lors des élections aux comités d'entreprises (CE) ou à défaut aux élections des délégués du personnel (DP) mais d'autres critères supplémentaires existent.

Représentativité dans les entreprises
Dans les entreprises il faut faire 10 % des voix pour être représentatif, c'est-à-dire pouvoir désigner des délégués syndicaux, participer aux négociations et signer (ou pas) des accords.

En dessous de 10 %, une section syndicale peut exister par l'intermédiaire d'un représentant de la section syndicale, mais celui-ci ne peut négocier et n'a le droit que de distribuer des tracts.
Solidaires, qui est crédité d'un résultat de 3,47 %, ne s'est développé dans le secteur privé que depuis ces dernières années[réf. nécessaire].
En 2013, sur le plan électoral, Solidaires qui n'avait de candidats que dans les entreprises représentant au total 15 % des salariés est reconnu représentatif dans 42 conventions collectives nationales et locales en particulier dans le secteur de la santé et du social, des journalistes et des médias, de la culture, de la sous-traitance ferroviaire, de la métallurgie, du caoutchouc… et des bouchers du Haut-Rhin[source insuffisante].
Solidaires devient représentatif dans deux branches supplémentaires :
- Branche distribution directe en particulier dans les entreprises Adrexo et Médiapost où Solidaires obtient 10,99%[31][source insuffisante].
- Branche prestataires de services à laquelle sont rattachés certains centres d'appels sous-traitants ou Solidaires obtient 8,15%[31][source insuffisante].

Toutefois, Solidaires manque la représentativité dans la branche opérateurs télécoms en n'obtenant 6,99 %.
En 2017, Solidaires reste stable en pourcentage à 3,46 % et progresse dans certaines conventions collectives avec de nouvelles représentativités[source insuffisante].
En 2021, Solidaires est crédité d'une représentativité interprofessionnelle dans le privé de 3,68 %, soit une progression de 0,22 point et de 3 000 voix, pour le cycle électoral 2017-2020 qui conclut les élections CSE, TPE et des chambres d'agricultures avec un peu plus de 185 000 suffrages.
L'Union syndicale Solidaires gagne la représentativité dans de nouvelles conventions collectives[source insuffisante]

## Direction
- 2021-2024 : Simon Duteil et Murielle Guilbert
- Depuis 2024 : Julie Ferrua et Murielle Guilbert[36]

## Commentaires politiques
Lors d'une entrevue avec le journal Sud Ouest, le 26 novembre 2007, François Hollande, alors secrétaire national du Parti socialiste, déclare, au moment où Sarkozy remet en cause les régimes spéciaux, que « le syndicalisme que l’on doit combattre est celui de SUD ».